# Molins de Rei
Molins de Rei ist eine katalanische Stadt in der Provinz Barcelona im Nordosten Spaniens. Sie liegt in der Comarca Baix Llobregat und gehört zur Metropolregion Àrea Metropolitana de Barcelona. Die Stadt hat 26.948 Einwohner (Stand: 2024) auf einer Fläche von 15,85 Quadratkilometern, von denen ein Großteil im Naturpark Collserola liegt.

## Geografie & Lage
Molins de Rei liegt circa 15 Kilometer südwestlich des Zentrums der katalanischen Hauptstadt Barcelona, zwischen dem linken Ufer des Flusses Llobregat, und der Bergkette Serra de Collserola. Angrenzende Städte und Gemeinden sind im Norden El Papiol und Sant Cugat del Vallès, das bereits im Landkreis Vallès Occidental liegt, im Nordosten Barcelona, im Süden Sant Feliu de Llobregat und im Westen Sant Vicenç dels Horts und Pallejà. Abgesehen von Sant Cugat del Vallès bildet es mit allen anderen Nachbargemeinden eine dicht bebaute Einheit in der Agglomeration Barcelona.

### Verkehr
Der Bahnhof Molins de Rei liegt an den Linien 1 (dessen Ausgangs- bzw. Endpunkt hier liegt) und 4 der Rodalies Barcelona. Züge in die Innenstadt Barcelonas verkehren ca. alle 10 Minuten.

## Söhne und Töchter der Stadt
- Margarita Xirgu (1888–1969), Schauspielerin
- Ildefons Civil i Castellví (1889–1936), Kirchenmusiker, Benediktinermönch aus dem Kloster Montserrat, Märtyrer des Bürgerkriegs
- José Teña (* 1951), Radrennfahrer
- Sergi Pedrerol (* 1969), Wasserballspieler

## Städtepartnerschaft
- Chinandega (Nicaragua)